# 最愛の大地
『最愛の大地』（さいあいのだいち、In the Land of Blood and Honey）は、アンジェリーナ・ジョリー監督・脚本による2011年のアメリカ合衆国の恋愛映画である。ジョリーの監督デビュー映画であり、ボスニア・ヘルツェゴビナ紛争を背景とした物語である。アメリカ合衆国では2011年12月23日に限定公開された。

## ストーリー
かつてボスニア・ヘルツェゴビナでは、ムスリム人、セルビア人、クロアチア人が隣人として暮らしていた。しかし、1991年に始まったユーゴスラビアの解体に伴い、1992年にムスリム人が主導する形でユーゴスラビアからの独立を宣言したことにセルビア人が反発、ボスニア・ヘルツェゴビナ紛争が勃発する。
ムスリム人の画家であるアイラはセルビア人の警官ダニエルと交際していたが、2人は捕虜とセルビア人勢力の将校という立場で再会する。ダニエルは周りにアイラを「所有物」と言うことで彼女を兵士らのレイプから守り、逃がそうともするが、彼女が実行に踏み切れないまま、ダニエルに転属命令が下る。その後、アイラは自力で脱出し、姉レイラらと再会する。セルビア人のムスリム人に対する残虐な迫害が続く中、アイラたちはダニエルを標的にスパイを送り込む計画を立てると、まず仲間の青年タリクが裏切った振りをすることでアイラをダニエルの下に連行させる。ダニエルはアイラを専属画家として個室に閉じ込め、2人は恋人のような生活を送るようになる。
そんな中、ダニエルの父親であるブコエビッチ将軍はダニエルがムスリム人女性を「囲っている」ことを知らされる。ブコエビッチ将軍はダニエルの留守中にアイラを訪ね、自分や親の世代がいかにムスリム人に酷い仕打ちを受けたかを語る。そして、若い兵士に命じてアイラをレイプさせる。これを知ったダニエルはアイラをレイプした兵士を密かに射殺すると父親に会いに行く。ブコエビッチ将軍はムスリム人の女を信用するなとダニエルを激しく叱責するが、ダニエルはアイラの処遇は自分に任せて欲しいと言う。その夜、ダニエルとアイラは激しく愛し合う。
1995年、NATO軍による空爆を受ける中、ダニエルは前線に赴くことになる。激しい銃撃戦をかろうじて生き延びたダニエルらが集合場所となっていた教会にやって来ると、そこが爆破される。九死に一生を得たダニエルは、現場でアイラの姉レイラの姿を目撃したことから、教会が集合場所になっていることを知っているアイラが情報を伝えたことにようやく気付く。裏切られたダニエルはアイラに激しく詰め寄って彼女を射殺すると、NATO軍に自ら「戦犯」として投降する。
3年半に渡って続いた紛争は1995年に終結するが、その後も民族間の確執が続き、現在も和解への努力が続けられている。

## キャスト
※括弧内は日本語吹替
- アイラ・エクメチッチ - ザーナ・マリアノヴィッチ（英語版）（安永亜季）： ムスリム人（ボシュニャク人）の画家。
- ダニエル・ブコエビッチ - ゴラン・コスティッチ（福田賢二）： セルビア人の警官。後に将校。
- ネボイシャ・ブコエビッチ - ラデ・シェルベッジア（牛山茂）： ダニエルの父。民族主義の将軍。
- レイラ - ヴァネッサ・グロッジョ（根本圭子）： アイラの姉。
- ダルコ - ニコラ・ジュリコ（英語版）（祐仙勇）： ダニエルの親友。
- アレクサンダー - ブランコ・ジュリッチ（佐々木啓夫）： ダニエルの部下。
- タリク・パホ - ボリス・レー： ムスリム人青年。アイラらの友人。

## 製作
ジョリーは国連の親善大使としてボスニア・ヘルツェゴビナを訪れた後、戦時下のラブストーリーの脚本を執筆するためのアイディアを得た。脚本執筆の際に彼女はリチャード・ホルブルック、ウェズリー・クラーク、Tom Gjeltenと相談した。脚本完成後、彼女は「Untitled Bosnian Love Story」と題したプロジェクトのために製作チームを招集し、資金集めを始め、さらにジョリー自身が監督することとなった。キャスティングコールとオーディションの際にはジョリーの名前はプロジェクトの如何なる部分からも意図的に伏せられていた。

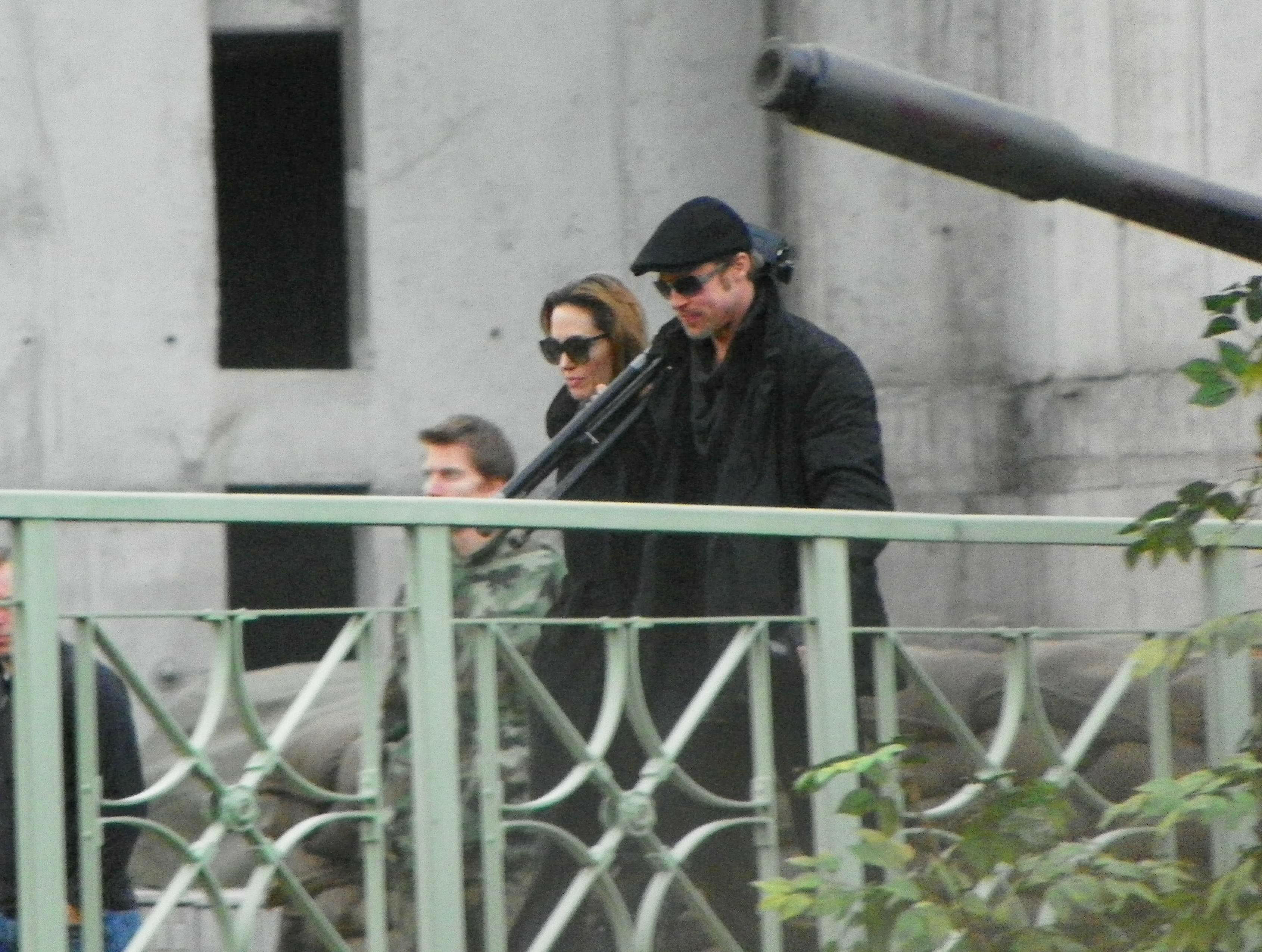
エステルゴムのセットを訪れたジョリーとブラッド・ピット（2010年11月10日）。

撮影は2010年10月と11月にブダペストとエステルゴムで行われた。キャストは旧ユーゴスラビア出身の俳優であり、その多くは戦争を生き延びた者たちである。ジョリーはキャスト達から戦争時の体験を聞き、映画の中に取り込んだ。映画は英語と現地語の2つのバージョンが撮影された
製作中、映画の内容が強姦犯とその被害者のラブストーリーであると噂されたために女性団体から抗議されたため、撮影許可が取り消された。ジョリーは噂を否定し、ボスニア文科省に脚本を見せるとただちに撮影許可は復活した。

## 盗作訴訟
2011年9月、クロアチア人作家のジェームズ・J・ブラドックは本作が2007年12月に自信が発表した記事『Slamanje duše』の盗作であるとしてジョリーを非難した。彼は製作段階でプロデューサーたちに何度も連絡を取ろうとしたが無視されたと主張した。彼はその後、ジョリーを訴える意向を発表した。2011年12月2日、彼はジョリー、GKフィルムズ、フィルム・ディストリクト、スカウト・フィルムに対して訴訟を起こした。
ジョリーは『ロサンゼルス・タイムズ』のインタビューで「制作にあたって、わたしはたくさんの本や書類を参照しました。つまり、今回の作品は多くのストーリーを組み合わせたものなのですが、わたしは問題の本を読んだことはありません」とコメントした。
2013年3月29日、カリフォルニア州の連邦地方裁判所のドリー・ジー判事は、著作権侵害が起こらなかったと断定した。

## 評価

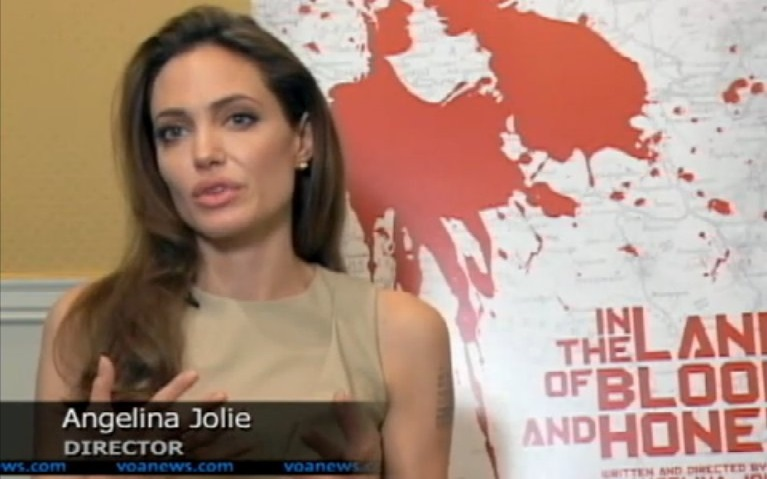
サラエヴォ映画祭でボイス・オブ・アメリカに話すジョリー。

### 興行収入
北米では累計で30万8877ドルを売り上げた。

### 批評家の反応
Rotten Tomatoesでは77件のレビューで支持率は56%となった。

### 受賞とノミネート
| 映画祭・賞              | 部門                     | 候補                     | 結果       |
| ----------------------- | ------------------------ | ------------------------ | ---------- |
| 全米製作者組合賞        | スタンリー・クレイマー賞 | 『最愛の大地』           | 受賞       |
| ゴールデングローブ賞    | 外国語映画賞             | 『最愛の大地』           | ノミネート |
| NAACPイメージ・アワード | 外国映画賞               | 『最愛の大地』           | 受賞       |
| NAACPイメージ・アワード | 映画監督賞               | アンジェリーナ・ジョリー | ノミネート |
| サラエヴォ映画祭        | 選外佳作                 | 『最愛の大地』           | 受賞       |